# Huernia longituba
Huernia longituba är en oleanderväxtart som beskrevs av Nicholas Edward Brown. Huernia longituba ingår i släktet Huernia och familjen oleanderväxter. Inga underarter finns listade i Catalogue of Life.